# Eparchia di Melekes

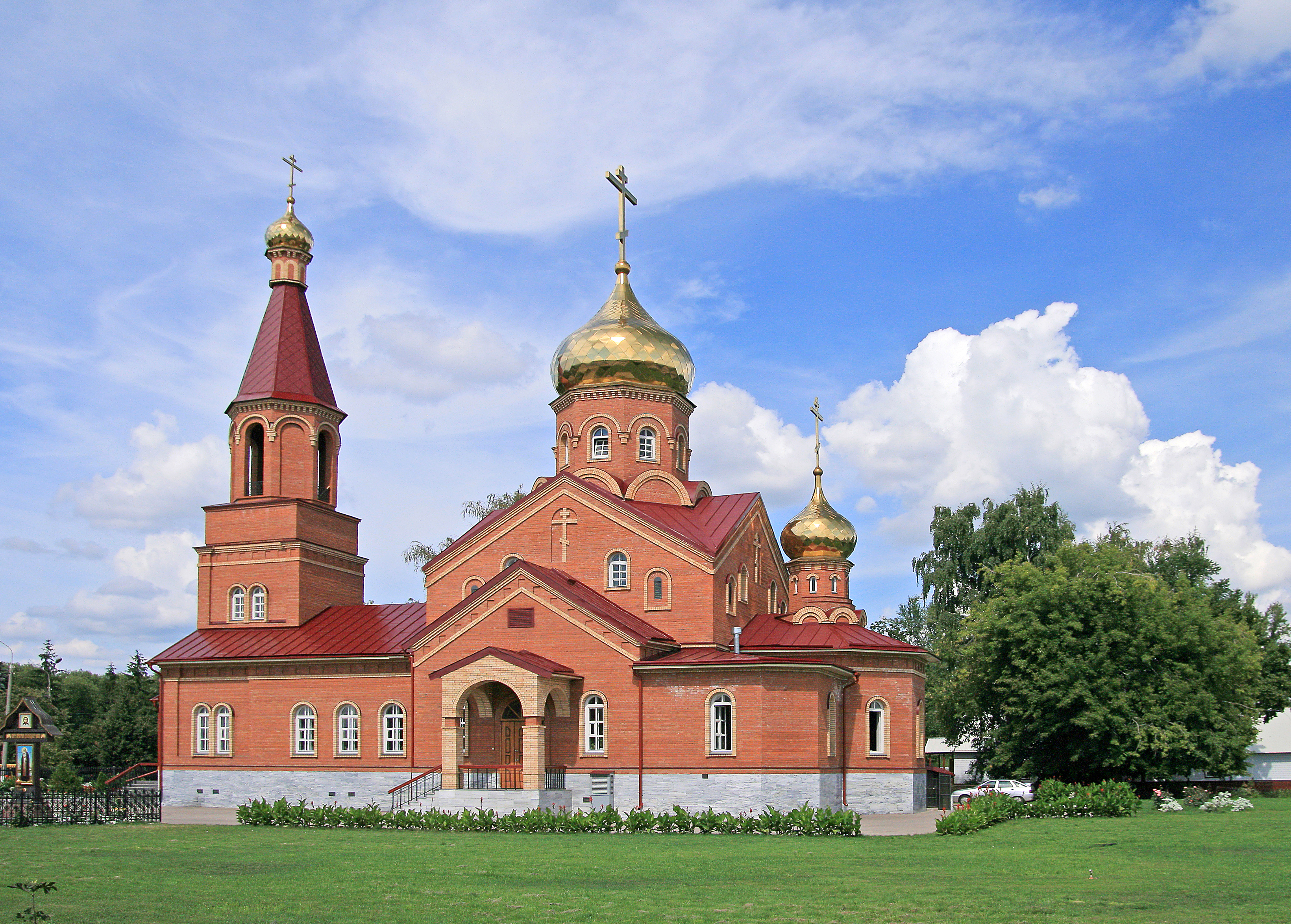
La cattedrale della Trasfigurazione di Dimitrovgrad.

L'eparchia di Melekes (in russo Мелекесская епархия?) è una diocesi della Chiesa ortodossa russa, appartenente alla metropolia di Simbirsk.

## Territorio
L'eparchia comprende i rajon Melekesskij, Novomalyklinskij, Sengileevskij, Staromajnskij, Teren'gul'skij e Čerdaklinskij nella oblast' di Ul'janovsk.
Sede eparchiale è la città di Dimitrovgrad, nota in passato con il nome di Melekes, dove si trova la cattedrale della Trasfigurazione.
L'eparca ha il titolo ufficiale di «eparca di Melekes e Čerdakly».

## Storia
L'eparchia è stata eretta dal Santo Sinodo della Chiesa ortodossa russa il 26 luglio 2012, ricavandone il territorio dall'eparchia di Simbirsk, e contestualmente è entrata a far parte della metropolia di Simbirsk.